# Samuel Robinson
Samuel Lee „Sam” Robinson (ur. 1 stycznia 1948 w Los Angeles) – amerykański koszykarz, występujący na pozycji niskiego skrzydłowego.

## Osiągnięcia
Na podstawie, o ile nie zaznaczono inaczej.
NCAA
- Uczestnik rozgrywek Sweet 16 turnieju NCAA (1970)
- Mistrz:
  - turnieju konferencji Pacific Coast Athletic Association (PCAA – 1970)
  - sezonu regularnego PCAA (1970)

ABA
- Zaliczony do I składu debiutantów ABA (1971)[2]